# Boeckops
Boeckops è un genere estinto di trilobite.